# Mario Pinzauti
Mario Pinzauti, né à Rome le 1er mai 1930, mort en 2010,, est un réalisateur et scénariste italien, parfois crédité sous le pseudonyme de Peter Launders ou de Harry Small.

## Biographie
Il a écrit dans des magazine pulps.

## Filmographie

### Comme réalisateur
- 1971 :  Allons tuer Sartana (Vamos a matar Sartana), co-réalisé avec George Martin
- 1975 : Due Magnum 38 per una città di carogne (it)
- 1976 : Mandinga (it)

### Comme réalisateur et scénariste
- 1970 : Avec Ringo arrive le temps du massacre (Giunse Ringo e... fu tempo di massacro
- 1976 : Black Emmanuelle, White Emmanuelle (it) (Emmanuelle bianca e nera)
- 1977 : Clouzot & C. contro Borsalino & C.

### Comme scénariste
- 1965 : Cadavere a spasso (it), de Marco Masi